# Imre Szabics
Imre Szabics (Seghedino, 22 marzo 1981) è un allenatore di calcio, dirigente sportivo ed ex calciatore ungherese, di ruolo attaccante, tecnico dello Zurigo II.

## Carriera

### Giocatore

#### Club

##### Gli inizi
Szabics muove i primi passi nelle giovanili del Szeged LC, la squadra della sua città natale Seghedino, prima di trasferirsi nel settore giovanile del Ferencváros nel 1995. Con la squadra del nono distretto di Budapest esordisce tra i professionisti, segnando 12 reti in 24 partite di campionato.

##### Sturm Graz
Nell'estate del 1999 si trasferisce in Austria allo Sturm Graz, con cui fa il suo esordio in Champions League. Rimane con la squadra di Graz fino al maggio 2003, collezionando 89 presenze e 23 reti in campionato, prima di essere licenziato dal club austriaco per "inosservanza delle norme sul lavoro".

##### Stoccarda
Nel giugno 2003 approda in Germania, dove trascorre gran parte della sua carriera, più precisamente allo Stoccarda. Con gli Svevi rimane due stagioni fino al 2005, giocando un totale di 49 partite  e segnando 14 gol in Bundesliga. Alla sua prima stagione disputa anche 8 partite in Champions League, segnando due volte, in entrambi i casi contro il Manchester Utd; la stagione successiva invece gioca 7 volte in Coppa UEFA, segnando un goal contro il KSK Beveren.

##### Colonia e Magonza
Dopo una seconda stagione deludente, il 9 giugno 2005 lascia lo Stoccarda per trasferirsi al Colonia, dove rimane una sola stagione, culminata con la retrocessione del club in 2. Fußball-Bundesliga.
Nel giugno 2006 rescinde il contratto con la squadra della Renania per firmare con il Magonza, rimanendo ancora in Bundesliga. L'esperienza con la squadra allenata da Jürgen Klopp dura una sola stagione, durante la quale gioca 20 partite e segna 2 gol.

##### Augusta
Nell'estate 2007 scende di categoria per firmare un contratto di 3 stagioni con l'Augusta, giocando sempre in 2.Bundesliga. Dopo qualche infortunio all'inizio della prima stagione, riesce a trovare la continuità che gli permette di giocare 58 partite e segnare 8 goal, prima di lasciare la Baviera.

##### Ritorno allo Sturm Graz e ritiro
Il 1º maggio 2010, a distanza di 7 anni, fa il suo ritorno allo Sturm Graz, con cui vince il campionato 2010-2011. Nella sua seconda esperienza austriaca totalizza 83 partite e 20 reti prima di annunciare il ritiro il 27 settembre 2013.

#### Nazionale
Il 30 aprile 2003 Szabics fa il suo debutto per l'Ungheria nella partita amichevole contro il Lussemburgo, segnando due gol nella vittoria per 5-1. Conta 36 presenze e 13 gol con la Nazionale ungherese, con la quale disputa l'ultima partita il 6 settembre 2013 contro la Romania, in un match perso 3-0 dai magiari valido per le qualificazioni al Mondiale del 2014.

### Allenatore

#### Gli inizi
Il 18 settembre 2014, con la nomina di Pál Dárdai come allenatore ad interim della nazionale ungherese, entra nello staff tecnico con il ruolo di vice, rendendolo orgoglioso di questo incarico.
Il 1º giugno 2016 viene nominato vice di Franco Foda allo Sturm Graz, ruolo ricoperto fino al 30 ottobre 2017, quando l'allenatore tedesco viene esonerato dal club bianconero per diventare il nuovo commissario tecnico dell'Austria. Szabics, anche in questo caso, ricopre il ruolo di vice, fino al 31 marzo 2021, quando viene sostituito da Jürgen Säumel.

#### MOL Fehérvár
Il 1º aprile 2021 ritorna in patria, iniziando la sua carriera da allenatore con il Fehérvár, con cui sottoscrive un contratto di 3 stagioni. Appena insidiatosi sulla panchina rossoblù, porta la squadra di Székesfehérvár in finale di Coppa d'Ungheria, al 3º posto finale in campionato ed a qualificarsi ai turni preliminari di UEFA Conference League. Il 16 febbraio 2022 risolve il contratto con il club ungherese.

#### Zurigo
L'8 giugno 2022, dopo la nomina di Franco Foda come nuovo tecnico, entra a far parte dello staff tecncico dello Zurigo, con il ruolo di vice allenatore. Il 21 settembre successivo, dopo l'esonero del tecnico austriaco, viene sollevato dall'incarico, salvo essere richiamato il 14 ottobre seguente, come nuovo tecnico dello Zurigo II, al posto di Genesio Colatrella, promosso vice della Prima Squadra.

## Dirigente
Dopo il suo ritiro, viene nominato responsabile scouting dello Sturm Graz, ruolo che ricopre fino al 31 dicembre 2017.

## Statistiche

### Presenze e reti nei club
Statistiche aggiornate al 27 settembre 2013.
| Stagione          | Squadra           | Campionato        | Campionato | Campionato | Coppe nazionali | Coppe nazionali | Coppe nazionali | Coppe continentali | Coppe continentali | Coppe continentali | Altre coppe | Altre coppe | Altre coppe | Totale | Totale | Totale |
| Stagione          | Squadra           | Comp              | Pres       | Reti       | Comp            | Pres            | Reti            | Comp               | Pres               | Reti               | Comp        | Pres        | Reti        | Pres   | Reti   |        |
| ----------------- | ----------------- | ----------------- | ---------- | ---------- | --------------- | --------------- | --------------- | ------------------ | ------------------ | ------------------ | ----------- | ----------- | ----------- | ------ | ------ | ------ |
| 1998-1999         | Ferencváros       | NB I              | 24         | 12         | MK              | 2               | 1               | CU                 | 0                  | 0                  | -           | -           | -           | 26     | 13     |        |
| 1999-2000         | Sturm Graz        | BL                | 14         | 1          | CA              | 2               | 0               | UCL                | 0                  | 0                  | -           | -           | -           | 16     | 1      |        |
| 2000-2001         | Sturm Graz        | BL                | 24         | 7          | CA              | 3               | 3               | UCL                | 7+3                | 0                  | -           | -           | -           | 37     | 10     |        |
| 2001-2002         | Sturm Graz        | BL                | 24         | 4          | CA              | 3               | 1               | Int.               | 2                  | 0                  | -           | -           | -           | 29     | 5      |        |
| 2002-2003         | Sturm Graz        | BL                | 27         | 11         | CA              | 1               | 0               | UCL+CU             | 2+6                | 1+5                | SC          | 1           | 0           | 37     | 17     |        |
| 2003-2004         | Stoccarda         | BL                | 26         | 9          | CG              | 3               | 4               | UCL                | 8                  | 2                  | CL          | 1           | 0           | 38     | 15     |        |
| 2004-2005         | Stoccarda         | BL                | 23         | 5          | CG              | 3               | 0               | CU                 | 7                  | 1                  | CL          | 2           | 1           | 35     | 7      |        |
| Totale Stoccarda  | Totale Stoccarda  | Totale Stoccarda  | 49         | 14         |                 | 6               | 4               |                    | 15                 | 3                  |             | 3           | 1           | 73     | 22     |        |
| 2005-2006         | Colonia           | BL                | 11         | 1          | CG              | 0               | 0               | -                  | -                  | -                  | -           | -           | -           | 11     | 1      |        |
| 2006-2007         | Magonza           | BL                | 20         | 2          | CG              | 0               | 0               | -                  | -                  | -                  | -           | -           | -           | 20     | 2      |        |
| 2007-2008         | Augusta           | 2BL               | 17         | 4          | CG              | 1               | 0               | -                  | -                  | -                  | -           | -           | -           | 18     | 4      |        |
| 2008-2009         | Augusta           | 2BL               | 25         | 3          | CG              | 1               | 1               | -                  | -                  | -                  | -           | -           | -           | 26     | 4      |        |
| 2009-2010         | Augusta           | 2BL               | 12         | 1          | CG              | 2               | 0               | -                  | -                  | -                  | -           | -           | -           | 14     | 1      |        |
| Totale Augusta    | Totale Augusta    | Totale Augusta    | 54         | 8          |                 | 4               | 1               |                    |                    |                    |             |             |             | 58     | 9      |        |
| 2010-2011         | Sturm Graz        | BL                | 33         | 9          | CA              | 3               | 0               | UEL                | 4                  | 0                  | -           | -           | -           | 40     | 9      |        |
| 2011-2012         | Sturm Graz        | BL                | 23         | 5          | CA              | 2               | 0               | UCL+UEL            | 5+4                | 1+1                | -           | -           | -           | 34     | 7      |        |
| 2012-2013         | Sturm Graz        | BL                | 22         | 5          | CA              | 3               | 1               | -                  | -                  | -                  | -           | -           | -           | 25     | 6      |        |
| lug.-set. 2013    | Sturm Graz        | BL                | 5          | 1          | CA              | 1               | 1               | UEL                | 2                  | 0                  | -           | -           | -           | 8      | 2      |        |
| Totale Sturm Graz | Totale Sturm Graz | Totale Sturm Graz | 172        | 43         |                 | 18              | 6               |                    | 35                 | 8                  |             | 1           | 0           | 226    | 57     |        |
| Totale carriera   | Totale carriera   | Totale carriera   | 330        | 80         |                 | 30              | 12              |                    | 50                 | 11                 |             | 4           | 1           | 414    | 104    |        |

### Cronologia presenze e reti in nazionale
| Cronologia completa delle presenze e delle reti in nazionale ― Ungheria | Cronologia completa delle presenze e delle reti in nazionale ― Ungheria | Cronologia completa delle presenze e delle reti in nazionale ― Ungheria | Cronologia completa delle presenze e delle reti in nazionale ― Ungheria | Cronologia completa delle presenze e delle reti in nazionale ― Ungheria | Cronologia completa delle presenze e delle reti in nazionale ― Ungheria | Cronologia completa delle presenze e delle reti in nazionale ― Ungheria | Cronologia completa delle presenze e delle reti in nazionale ― Ungheria |
| Data                                                                    | Città                                                                   | In casa                                                                 | Risultato                                                               | Ospiti                                                                  | Competizione                                                            | Reti                                                                    | Note                                                                    |
| ----------------------------------------------------------------------- | ----------------------------------------------------------------------- | ----------------------------------------------------------------------- | ----------------------------------------------------------------------- | ----------------------------------------------------------------------- | ----------------------------------------------------------------------- | ----------------------------------------------------------------------- | ----------------------------------------------------------------------- |
| 30-4-2003                                                               | Budapest                                                                | Ungheria                                                                | 5 – 1                                                                   | Lussemburgo                                                             | Amichevole                                                              | 2                                                                       | 46’                                                                     |
| 7-6-2003                                                                | Budapest                                                                | Ungheria                                                                | 3 – 1                                                                   | Lettonia                                                                | Qual. Euro 2004                                                         | 2                                                                       |                                                                         |
| 11-6-2003                                                               | Serravalle                                                              | San Marino                                                              | 0 – 5                                                                   | Ungheria                                                                | Qual. Euro 2004                                                         | 1                                                                       |                                                                         |
| 20-8-2003                                                               | Murska Sobota                                                           | Slovenia                                                                | 2 – 1                                                                   | Ungheria                                                                | Amichevole                                                              | -                                                                       | 80’                                                                     |
| 10-9-2003                                                               | Riga                                                                    | Lettonia                                                                | 3 – 1                                                                   | Ungheria                                                                | Qual. Euro 2004                                                         | -                                                                       |                                                                         |
| 11-10-2003                                                              | Budapest                                                                | Ungheria                                                                | 1 – 2                                                                   | Polonia                                                                 | Qual. Euro 2004                                                         | 1                                                                       |                                                                         |
| 19-11-2003                                                              | Budapest                                                                | Ungheria                                                                | 0 – 1                                                                   | Estonia                                                                 | Amichevole                                                              | -                                                                       |                                                                         |
| 18-2-2004                                                               | Paphos                                                                  | Ungheria                                                                | 2 – 0                                                                   | Armenia                                                                 | Amichevole                                                              | 1                                                                       | 83’                                                                     |
| 31-3-2004                                                               | Budapest                                                                | Ungheria                                                                | 1 – 2                                                                   | Galles                                                                  | Amichevole                                                              | -                                                                       | 46’                                                                     |
| 28-4-2004                                                               | Budapest                                                                | Ungheria                                                                | 1 – 4                                                                   | Brasile                                                                 | Amichevole                                                              | -                                                                       | 59’                                                                     |
| 4-9-2004                                                                | Zagabria                                                                | Croazia                                                                 | 3 – 0                                                                   | Ungheria                                                                | Qual. Mondiali 2006                                                     | -                                                                       |                                                                         |
| 8-9-2004                                                                | Budapest                                                                | Ungheria                                                                | 3 – 1                                                                   | Islanda                                                                 | Qual. Mondiali 2006                                                     | 1                                                                       | 46’                                                                     |
| 9-10-2004                                                               | Solna                                                                   | Svezia                                                                  | 3 – 0                                                                   | Ungheria                                                                | Qual. Mondiali 2006                                                     | -                                                                       |                                                                         |
| 30-3-2005                                                               | Budapest                                                                | Ungheria                                                                | 1 – 1                                                                   | Bulgaria                                                                | Qual. Mondiali 2006                                                     | -                                                                       |                                                                         |
| 31-5-2005                                                               | Metz                                                                    | Francia                                                                 | 2 – 1                                                                   | Ungheria                                                                | Amichevole                                                              | -                                                                       | 46’                                                                     |
| 4-6-2005                                                                | Reykjavík                                                               | Islanda                                                                 | 2 – 3                                                                   | Ungheria                                                                | Qual. Mondiali 2006                                                     | -                                                                       | 75’                                                                     |
| 24-5-2006                                                               | Budapest                                                                | Ungheria                                                                | 2 – 0                                                                   | Nuova Zelanda                                                           | Amichevole                                                              | 1                                                                       |                                                                         |
| 30-5-2006                                                               | Manchester                                                              | Inghilterra                                                             | 3 – 1                                                                   | Ungheria                                                                | Amichevole                                                              | -                                                                       | 73’                                                                     |
| 18-8-2006                                                               | Düsseldorf                                                              | Austria                                                                 | 1 – 2                                                                   | Ungheria                                                                | Amichevole                                                              | -                                                                       | 59’                                                                     |
| 7-10-2006                                                               | Budapest                                                                | Ungheria                                                                | 0 – 1                                                                   | Turchia                                                                 | Qual. Euro 2008                                                         | -                                                                       | 83’                                                                     |
| 11-10-2006                                                              | Ta' Qali                                                                | Malta                                                                   | 2 – 1                                                                   | Ungheria                                                                | Qual. Euro 2008                                                         | -                                                                       | 60’                                                                     |
| 3-6-2011                                                                | Lussemburgo                                                             | Lussemburgo                                                             | 0 – 1                                                                   | Ungheria                                                                | Amichevole                                                              | 1                                                                       | 46’                                                                     |
| 7-6-2011                                                                | Serravalle                                                              | San Marino                                                              | 0 – 3                                                                   | Ungheria                                                                | Qual. Euro 2012                                                         | 1                                                                       | 84’                                                                     |
| 2-9-2011                                                                | Budapest                                                                | Ungheria                                                                | 2 – 1                                                                   | Svezia                                                                  | Qual. Euro 2012                                                         | 1                                                                       | 50’ 80’                                                                 |
| 6-9-2011                                                                | Chișinău                                                                | Moldavia                                                                | 0 – 2                                                                   | Ungheria                                                                | Qual. Euro 2012                                                         | -                                                                       | 82’                                                                     |
| 11-10-2011                                                              | Budapest                                                                | Ungheria                                                                | 0 – 0                                                                   | Finlandia                                                               | Qual. Euro 2012                                                         | -                                                                       |                                                                         |
| 29-2-2012                                                               | Győr                                                                    | Ungheria                                                                | 1 – 1                                                                   | Bulgaria                                                                | Amichevole                                                              | -                                                                       | 46’                                                                     |
| 1º-6-2012                                                               | Praga                                                                   | Rep. Ceca                                                               | 1 – 2                                                                   | Ungheria                                                                | Amichevole                                                              | -                                                                       | 89’                                                                     |
| 4-6-2012                                                                | Budapest                                                                | Ungheria                                                                | 0 – 0                                                                   | Irlanda                                                                 | Amichevole                                                              | -                                                                       | 66’                                                                     |
| 15-8-2012                                                               | Budapest                                                                | Ungheria                                                                | 1 – 1                                                                   | Israele                                                                 | Amichevole                                                              | -                                                                       | 86’                                                                     |
| 12-10-2012                                                              | Tallinn                                                                 | Estonia                                                                 | 0 – 1                                                                   | Ungheria                                                                | Qual. Mondiali 2014                                                     | -                                                                       | 79’                                                                     |
| 14-11-2012                                                              | Budapest                                                                | Ungheria                                                                | 0 – 2                                                                   | Norvegia                                                                | Amichevole                                                              | -                                                                       | 59’                                                                     |
| 15-8-2012                                                               | Barysaŭ                                                                 | Bielorussia                                                             | 1 – 1                                                                   | Ungheria                                                                | Amichevole                                                              | 1                                                                       | 83’                                                                     |
| 22-3-2013                                                               | Budapest                                                                | Ungheria                                                                | 2 – 2                                                                   | Romania                                                                 | Qual. Mondiali 2014                                                     | -                                                                       | 58’                                                                     |
| 14-8-2013                                                               | Budapest                                                                | Ungheria                                                                | 1 – 1                                                                   | Rep. Ceca                                                               | Amichevole                                                              | -                                                                       | 89’                                                                     |
| 6-9-2013                                                                | Bucarest                                                                | Romania                                                                 | 3 – 0                                                                   | Ungheria                                                                | Qual. Mondiali 2014                                                     | -                                                                       | 85’                                                                     |
| Totale                                                                  |                                                                         | Presenze                                                                | 36                                                                      |                                                                         | Reti                                                                    | 13                                                                      |                                                                         |

### Statistiche da allenatore
Statistiche aggiornate al 25 ottobre 2022.
| Stagione            | Squadra             | Campionato          | Campionato | Campionato | Campionato | Campionato | Coppe nazionali | Coppe nazionali | Coppe nazionali | Coppe nazionali | Coppe nazionali | Coppe continentali | Coppe continentali | Coppe continentali | Coppe continentali | Coppe continentali | Altre coppe | Altre coppe | Altre coppe | Altre coppe | Altre coppe | Totale | Totale | Totale | Totale | % Vittorie | Piazzamento   |
| Stagione            | Squadra             | Comp                | G          | V          | N          | P          | Comp            | G               | V               | N               | P               | Comp               | G                  | V                  | N                  | P                  | Comp        | G           | V           | N           | P           | G      | V      | N      | P      | %          | Piazzamento   |
| ------------------- | ------------------- | ------------------- | ---------- | ---------- | ---------- | ---------- | --------------- | --------------- | --------------- | --------------- | --------------- | ------------------ | ------------------ | ------------------ | ------------------ | ------------------ | ----------- | ----------- | ----------- | ----------- | ----------- | ------ | ------ | ------ | ------ | ---------- | ------------- |
| apr.-mag. 2021      | Fehérvár            | NBI                 | 7          | 5          | 1          | 1          | MK              | 2               | 1               | 0               | 1               | UEL                | 0                  | 0                  | 0                  | 0                  | -           | -           | -           | -           | -           | 9      | 6      | 1      | 2      | 66,67      | Sub., 3°      |
| 2021-feb. 2022      | Fehérvár            | NBI                 | 20         | 8          | 5          | 7          | MK              | 3               | 3               | 0               | 0               | UECL               | 2                  | 0                  | 1                  | 1                  | -           | -           | -           | -           | -           | 25     | 11     | 6      | 8      | 44,00      | Risol.        |
| Totale MOL Fehérvár | Totale MOL Fehérvár | Totale MOL Fehérvár | 27         | 13         | 6          | 8          |                 | 5               | 4               | 0               | 1               |                    | 2                  | 0                  | 1                  | 1                  |             | -           | -           | -           | -           | 34     | 17     | 7      | 10     | 50,00      |               |
| ott. 2022-2023      | Zurigo II           | PL                  | 3          | 0          | 1          | 2          | -               | -               | -               | -               | -               | -                  | -                  | -                  | -                  | -                  | -           | -           | -           | -           | -           | 3      | 0      | 1      | 2      | &0,00      | Sub.,in corso |
| Totale carriera     | Totale carriera     | Totale carriera     | 30         | 13         | 7          | 10         |                 | 5               | 4               | 0               | 1               |                    | 2                  | 0                  | 1                  | 1                  |             | -           | -           | -           | -           | 37     | 17     | 8      | 12     | 45,95      |               |

## Palmarès

### Giocatore

#### Club
- Campionato austriaco: 1

Sturm Graz: 2010-2011

#### Individuale
- Calciatore ungherese dell'anno: 1

2003